# Ragozinka-krater
De Ragozinka-krater (Russisch: Рагозинка кратер) is een inslagkrater van een meteoriet in oblast Sverdlovsk in Rusland, ten noordwesten van Nizjni Tagil.
De krater heeft een diameter van 9 kilometer en is niet zichtbaar aan de oppervlakte. De oudheid van de krater wordt geschat op 46 ± 3 miljoen jaar (Eoceen).